# Lauro Maia Teles
Lauro Maia Teles (Fortaleza, 6 de novembro de 1913 — Rio de Janeiro, 5 de janeiro de 1950) foi um compositor, arranjador e instrumentista, figura maior no campo da pesquisa musical folclórica. O cearense que criou o "balanceio". Pelo lado materno, era sobrinho-neto do Barão de Camocim.
Lauro ensaiou seus primeiros passos como músico e compositor no piano da mãe e foi dela que o garoto recebeu as primeiras aulas de teoria musical.  Com apenas 13 anos, começou a apresentar-se, tocando piano no Cine-Teatro Majestic, em Fortaleza. Em 1935 começou a trabalhar na Ceará Rádio Clube (1935/1941) dirigindo o programa "Lauro Maia e Seu Ritmo". Em 1944 frequentou a Faculdade de Direito vindo a abandoná-la mais tarde.
Em 1945, casado com Djanira Teixeira, irmã de Humberto Teixeira, transferiu-se para o Rio de Janeiro, vivendo exclusivamente de suas composições, já consagradas na época pelos maiores nomes da música. Ainda em 1945, foi contratado pela Rádio Tupi. 
Faleceu prematuramente, com 37 anos e dois meses, vítima de tuberculose, no Rio de Janeiro.